# Editorial Gunis
La Editorial Gunis es una editorial española en lengua castellana fundada en 2008 en la ciudad de Madrid, especializada en literatura infantil y juvenil.

## Historia
La Editorial Gunis fue fundada en la ciudad de Madrid en el año 2008. Especializada en literatura infantil y juvenil, tomó su nombre de la película de 1985 Los Goonies, con guion de Chris Columbus. A lo largo de su trayectoria ha colaborado con cadenas como Casa del Libro, Fnac y El Corte Inglés para la distribución de sus obras. Actualmente la editorial cuenta con un catálogo integrado por doce colecciones de literatura dirigida a un público infantil, en la que se incluyen cuentos, narraciones de aventuras y misterio y álbumes ilustrados.
Entre sus obras destacadas se encuentran Los Lumbas de Pablo Lorenzo y Marina Fernández, Las llaves de Perico de Álvaro García Gutiérrez, El bichito viajero de Sole Auñón Andrés, Rúper busca el arco iris de Inmaculada Tapia Martínez y Nao Victoria: La Primera Vuelta al Mundo de Antonio Puente Mayor.
En marzo de 2022, la editorial organizó los Premios de la Literatura Infantil y Juvenil Gunis en el teatro Pathé de la ciudad de Sevilla. En el evento fueron entregados trece galardones.

## Obras destacadas

### Colecciones
- El halcón milenario
- Érase una vez
- Cinco minutitos más
- Los abrazos de mamá
- Abrígate que hace frío
- Corazón de plomo
- Te cuento hasta tres
- De castaño a oscuro
- Ni peros ni peras
- Pand & Cookie
- Pequeñas y grandes personitas
- Te doy mi palabra

Fuente: